# L'innocent (pel·lícula de 1976)
L'innocent (L'Innocente en la versió original en italià) és una pel·lícula franco-italiana dirigida per Luchino Visconti i estrenada el 1976. Es tracta d'una adaptació de la novel·la homònima de Gabriele D'Annunzio, i la darrera obra del mestre italià que, després d'un atac cerebral, va dirigir el rodatge des d'una cadira de rodes i mig paralitzat. La banda sonora comprèn Rondò Alla Turca de Wolfgang Amadeus Mozart i l'ària, Che farò senza Euridice de Orfeo ed Euridice de Christoph Willibald Gluck, l'any de la seva estrena any Franco Mannino rebé el Premi David di Donatello per la música del film. Visconti volia Alain Delon i Romy Schneider per als primers papers.

## Argument
Tullio Hermil (Giancarlo Giannini) és un home fred, egoista i psicòtic. Casat, viu una relació sulfurosa i tumultuosa amb la seva amant, Teresa (Jennifer O'Neill). La seva esposa, Giuliana (Laura Antonelli), n'està al corrent, i suporta en silenci aquestes afrontes perpetues, fins al dia que troba un escriptor d'èxit: Filippo d'Arborio (Marc Porel). A la continuació d'una nit amb ell, es troba embarassada.

## Repartiment
- Giancarlo Giannini: Tullio Hermil
- Laura Antonelli: Giuliana
- Jennifer O'Neill: Teresa
- Marc Porel: Filippo d'Arborio
- Didier Haudepin: Federico Hermil
- Rina Morelli: la mare de Tullio
- Massimo Girotti: el comte Stefano Egano
- Marie Dubois: la princesa
- Claude Mann: el príncep
- Roberta Paladini: Mademoiselle Elviretta